# Урош I
Урош (на сръбски: Урош I) е жупан на Велико княжество Сърбия от династията Вукановичи и управлява областта като византийски васал от 1112 г. до около 1145 г. Урош е внук на Петрислав (чрез неговия син Марко) и племенник на Вукан.
За първи път се споменава в историческите извори във връзка с похода на византийците срещу сърбите през 1093/1094 г., когато заедно с брат си Стефан е взет за заложник като гаранция за мира. Не е известно кога е освободен от плен и се завръща в Сърбия. След смъртта на Вукан през 1112 г. той става велик жупан на Рашка.
Поддържа тесни отношения с Унгария като жени дъщеря си Елена за Бела II.

## Семейство
Урош има брак с Анна Диогениса, внучка на българския принц Алусиан, от която има трима сина и две дъщери:
- Урош II Примислав, велик жупан на Сърбия;
- Деса, жупан на Хум, Зета и Тревуня и рашки владетел;
- Белош, велик жупан на Сърбия;
- Елена, омъжена за краля на Унгария Бела II;
- Мария, омъжена за княз Конрад II от династията Пршемисловци.

## Исторически извори
- Дуклянска летопис
- Ана Комнина, „Алексиада“
- Йоан Кинам, „Ἐπιτομή“
- Никита Хониат, „Хроника“